# Vriesea farneyi
Vriesea farneyi är en gräsväxtart som beskrevs av Gustavo Martinelli och And.Costa. Vriesea farneyi ingår i släktet Vriesea och familjen Bromeliaceae. Inga underarter finns listade i Catalogue of Life.